# 完顏宗堯
完顏訛里朵（1096年—1135年6月24日），女真人，漢名完顏宗輔，儿子金世宗登基后，追改为完顏宗堯，追尊為金睿宗，是金太祖第五子，母亲为宣獻皇后僕散氏。金世宗的父親。封晉王。
他樣貌魁伟尊严，性格宽恕、好施惠、尚诚实。金太祖征伐四方，各個兒子皆总戎旅，他常常在帷幄。天会十三年五月甲申日，行次妫州時死去，死時四十歲。陪葬睿陵，追封潞王，諡襄穆。皇統六年，改封冀王。正隆二年，追贈太師上柱國，改封許王。金世宗即位後，追上諡號為立德显仁启圣广运文武简肃皇帝，廟號為睿宗，改葬大房山，号景陵。

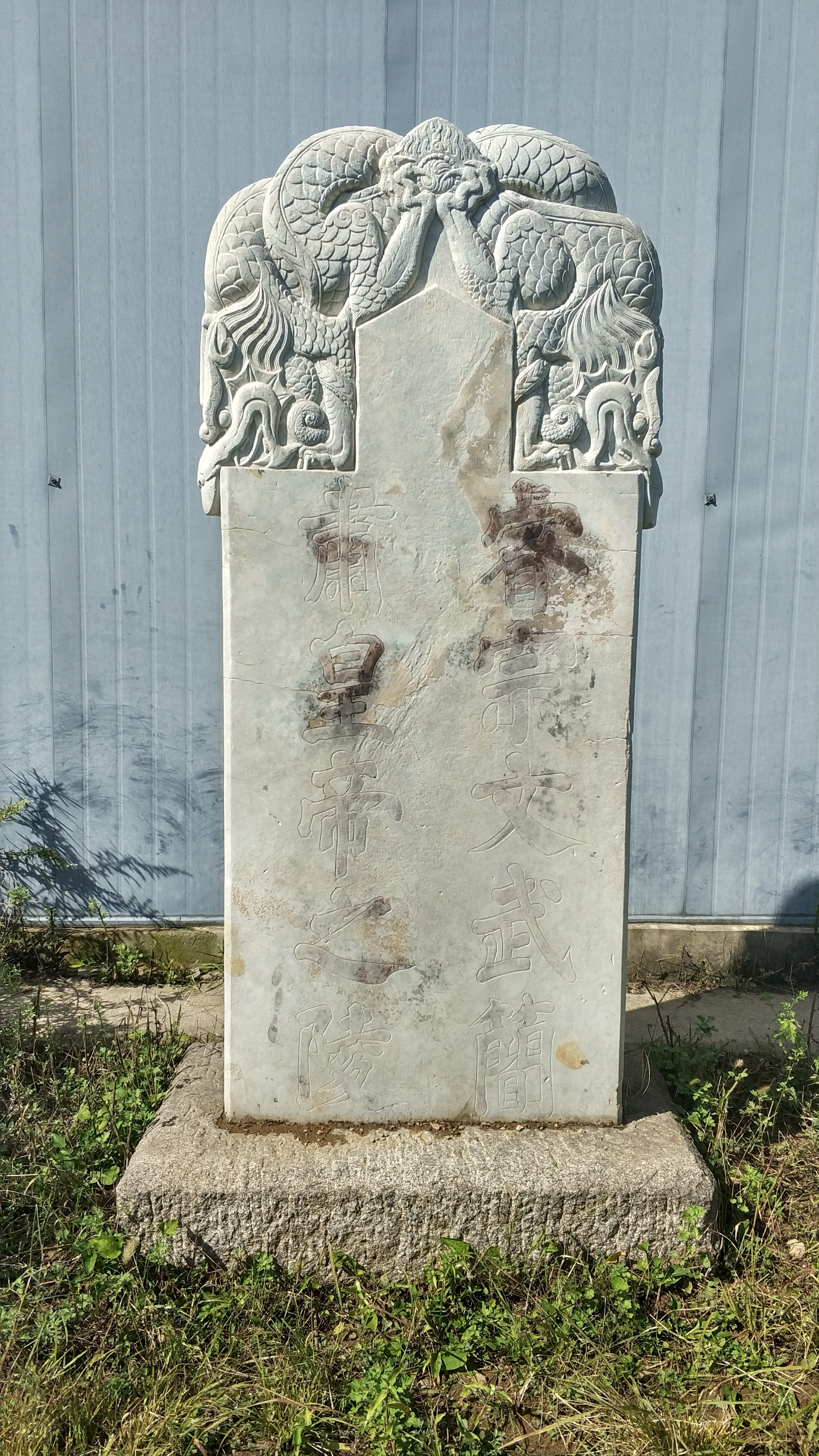
金睿宗之墓

## 家庭
- 妻：欽慈皇后蒲察氏（女真人）
- 妾：貞懿皇后李氏（渤海人）
- 妾：高巧姝（宋人），靖康之變被俘，歸完顏宗堯為妾

子：
- 金世宗完颜雍
- 齐王完颜吾里补

女：有史可查者两人
- 楚国长公主，下嫁唐括德温[4]
- 冀国长公主，下嫁乌古论粘没曷，其子乌古论公說[5]